# أبهرك
أبهرك هي قرية في مقاطعة كرج، إيران. يقدر عدد سكانها بـ 90 نسمة بحسب إحصاء 2016.